# Marès

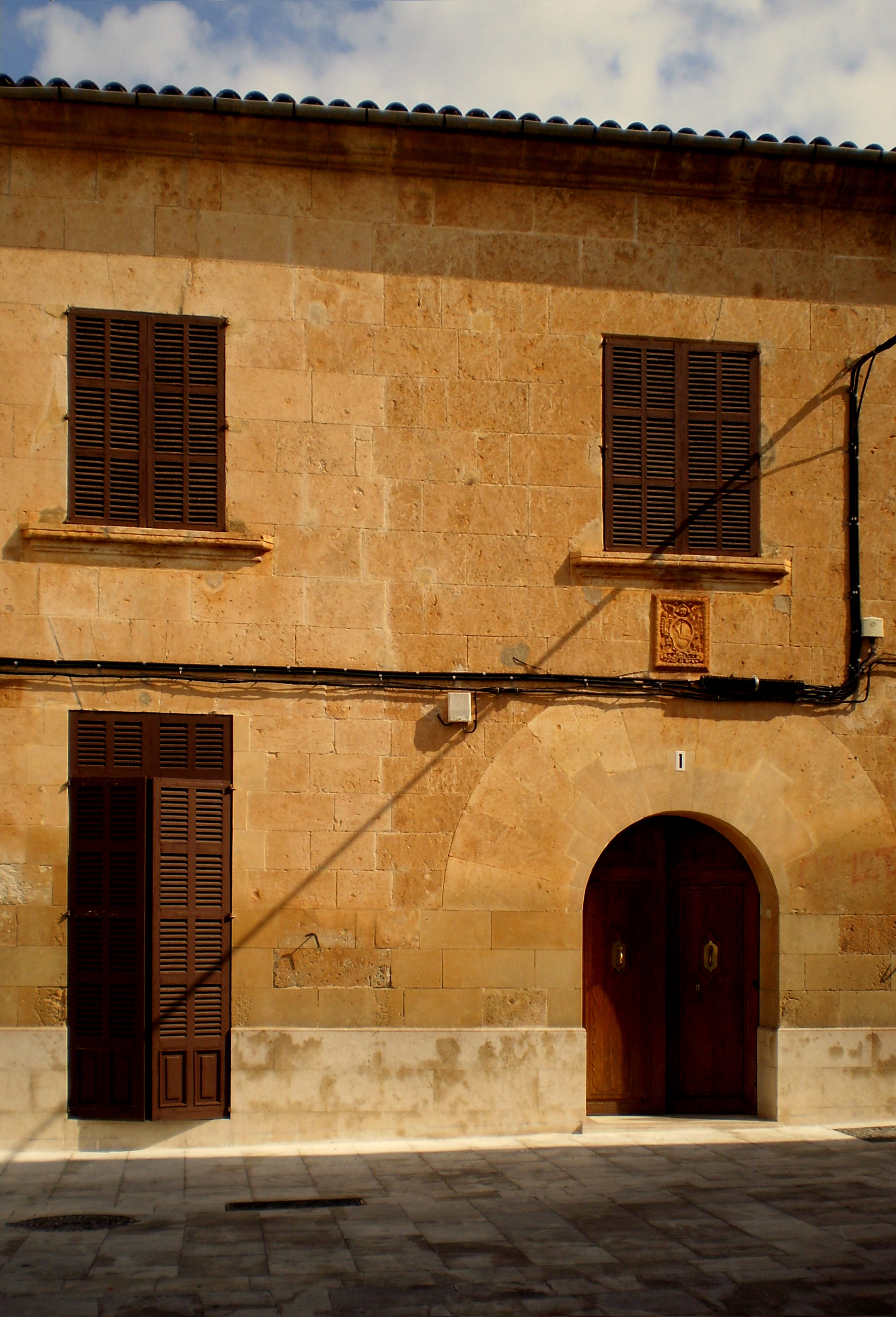
Hausfassade aus Marès-Gestein

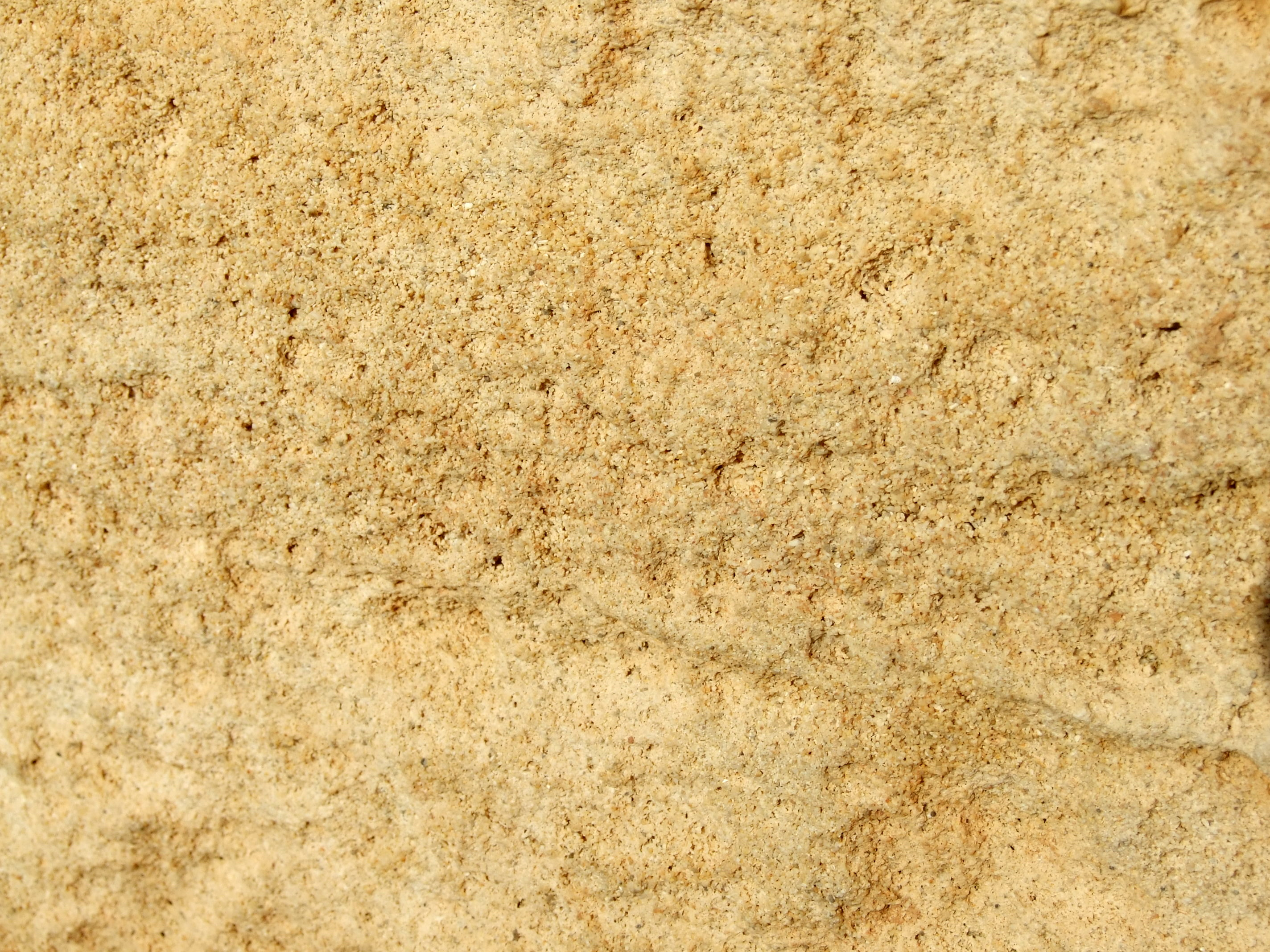
Bruchfeuchte Oberfläche von Marès

Marès (Pedra maresa, auch als Pedra arenisca bekannt, kastilisch: Marés, Piedra de Marés) ist die lokale Bezeichnung eines besonderen Kalksteins, eines sogenannten Kalkarenits. Er kommt auf den Balearen vor und ist dort das traditionell architekturprägende Baugestein. Marès besteht überwiegend aus den Mineralen Calcit und Aragonit (Calciumcarbonat CaCO3). Das Gestein enthält zahlreiche Fossilbruchstücke und Kalkfragmente anderer Herkunft, die in einer mikritischen Matrix eingebettet sind.

## Allgemeines
Das geologische Alter der Marès-führenden Gesteinsformationen liegt zwischen spätem Miozän und Quartär, wobei der überwiegende Teil der Vorkommen pleistozänen Alters ist.
Marés-Steinbrüche findet man an verschiedenen Stellen der Baleareninseln. Bereits in der Talaiot-Zeit wurden die zur Errichtung der megalithischen Bauten benötigten Steine aus prähistorischen Steinbrüchen gebrochen.
Über mehr als 200 Jahre wurde Marès auch zum Bau von Häusern verwendet und eine Art Standardabmessung der Quader eingeführt. In Handarbeit wurden die Rohblöcke mit einfachen Werkzeugen, wie einer Art Hacke, gewonnen und die Oberflächen mit Steinbeilen entweder einer Zahn- oder Glattfläche im Steinbruch erstmals bearbeitet. Der Abbau des Marès erfolgt in Form von Quadern, welche später in kleinere Teile geteilt werden. Die früheren handwerklichen Abbautechniken hinterließen an den Wänden erkennbare Werkzeugspuren, die von der jeweils verwendeten Art des Steinbeils resultierten.
Empirischen Erkenntnissen folgend, wurden die für architektonische Zwecke hergestellten Werksteine überwiegend so verwendet, dass der darauf einwirkende Druck vom Gebäude senkrecht zur oft gut sichtbaren Sedimentationsebene verläuft, denn diese Form des Einbaus gibt dem Natursteinmauerwerk höhere Festigkeit. Aus diesem Grund kann die Schichtenlage des Gesteins und die darin bestehende Korngrößenverteilung gut beobachtet werden. Bei einigen Lagerstätten ist die Sedimentationsabfolge weniger deutlich ausgeprägt, die Dimensionen der Einzelbestandteile kleiner und das Gestein deshalb dichter und kompakter. Die in den verschiedenen Regionen gewonnenen Werksteine zeichneten sich durch unterschiedliche Festigkeiten und Farbgebungen aus und können damit den entsprechenden Gewinnungsorten zugeordnet werden.

Bearbeitungs- und Schnittspuren beim Marès Abbau

Mitte des letzten Jahrhunderts wurden maschinelle Abbaumethoden mit Steinsägen eingeführt.

## Verwendung
Vorrangig Verwendung fanden die Werksteine für Innen- und Außenwände an Massivbauten als Mauersteine, aber auch für Säulen, Kapitelle, ornamentalen Schmuck und auch für Skulpturen. Ferner werden dünnformatige aufgesägte Mauersteine im Format von Platten hergestellt, die für Zwischenmauern Verwendung finden. Des Weiteren werden auch Bodenbeläge aus Marés im Sandbett verlegt.

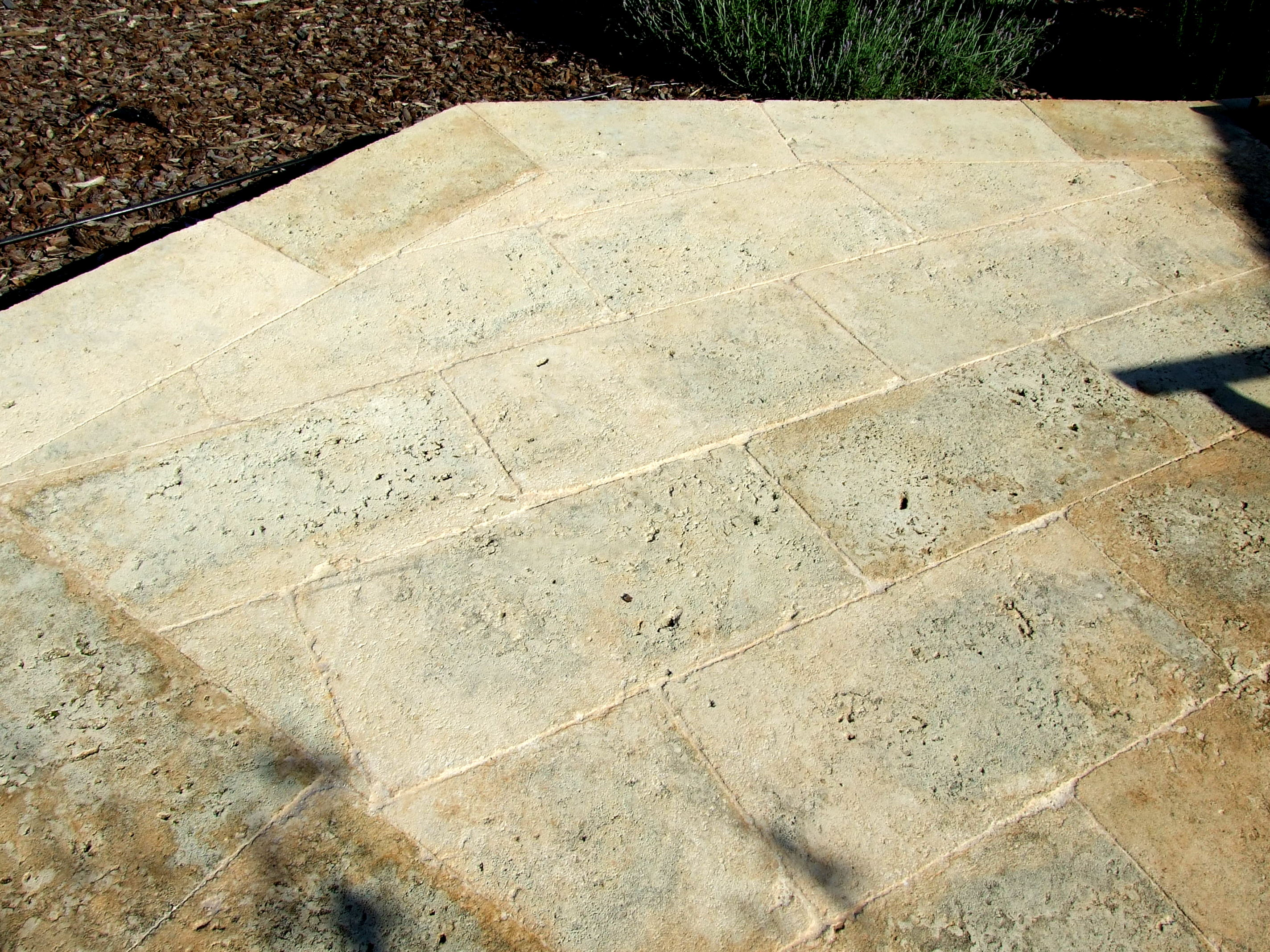
Bodenbeläge aus Marés Standardblock im Sandbett verlegt

Marés ist aufgrund seiner geringen Dichte und hohen Porosität gut schall- und wärmedämmend. Marès nimmt relativ viel Feuchtigkeit auf, die lediglich vorübergehend gespeichert wird. Auch heute ist der Kalkstein aufgrund seiner baulichen Qualitäten sehr beliebt und wird vor allem zur Restaurierung alter Gebäude und Einfriedungen verwendet. Unter den derzeit herrschenden Umweltbedingungen sind allerdings Kalksteine wie der Marés stärker als andere Gesteine durch Verwitterung bedroht.

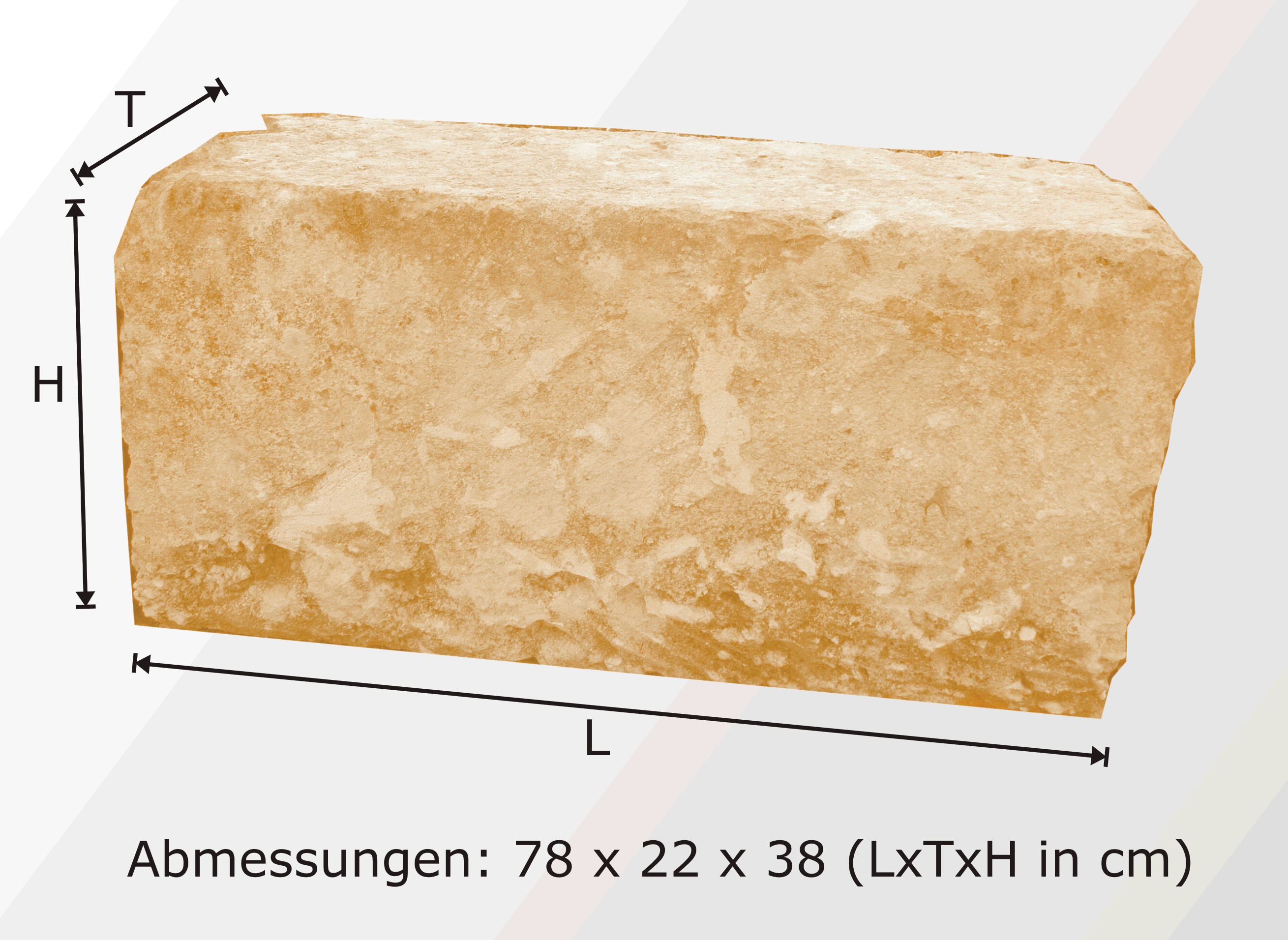
Standardabmessungen

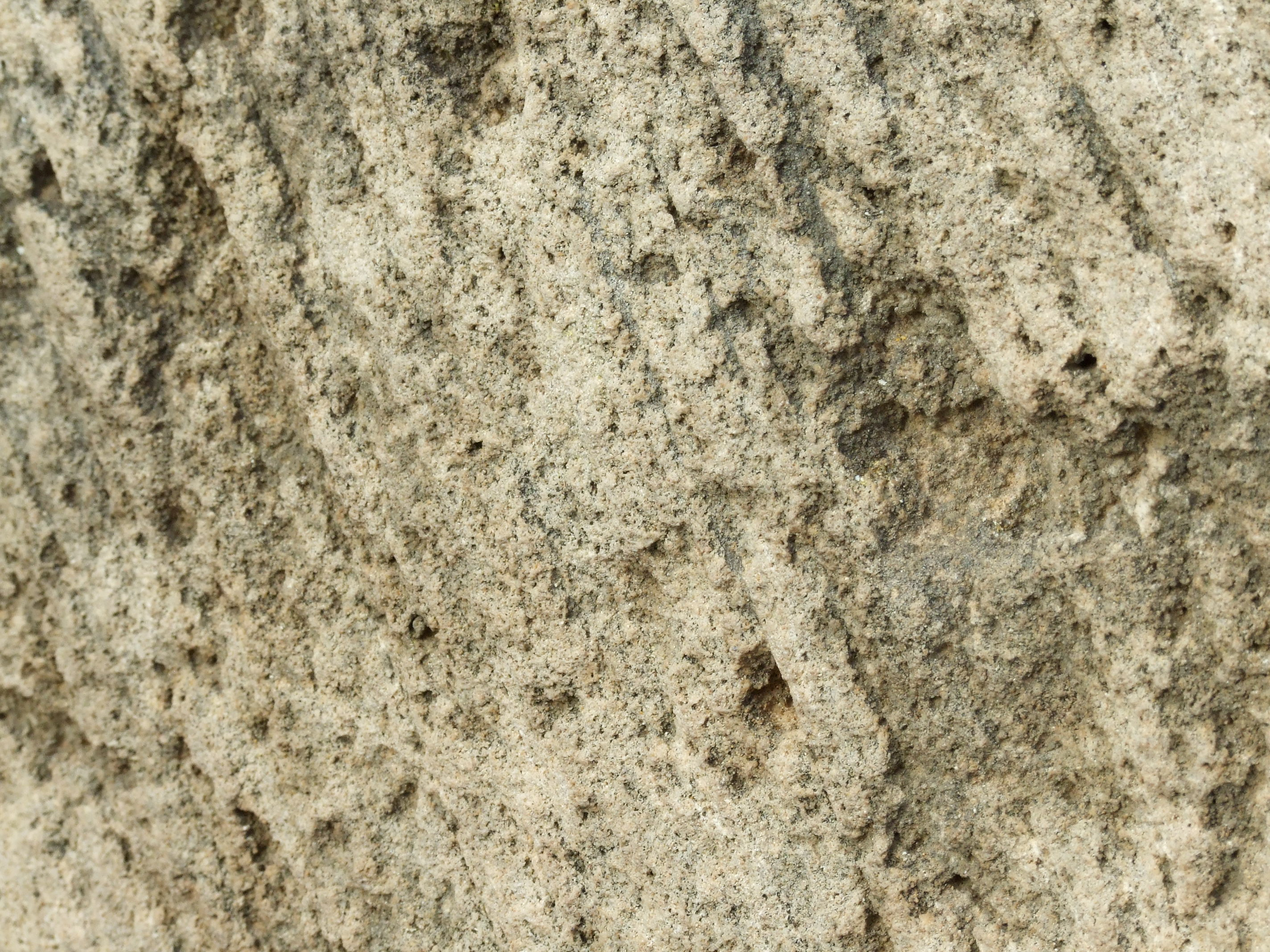
Gebeilte Oberfläche Marès (um 1560)

### Ortsabhängige Dichtewerte
| Typ   | Gebiet   | Dichte (kg/m3) |
| ----- | -------- | -------------- |
| Marès | S’Arenal | 1,462          |
| Marès | Muro     | 1,528          |
| Marès | Porreres | 1,597          |
| Marès | Santanyí | 1,794          |
| Marès | Felanitx | 1,961          |

### Sorten
- Acopinyat
- Brossenc de grano grande
- Grá de figa
- Granat
- Picador
- Roget

### Abfallverwertung aus dem Natursteinabbau
- Picadís (feines Marèsgranulat zur Putzherstellung)
- Grava de marès

## Vorkommen
Oft steht das errichtete Bauwerk gleich in unmittelbarer Nachbarschaft zum Steinbruch, der ausschließlich zur Errichtung eines Bauwerks angelegt wurde, wie zum Beispiel beim Bau des Castell de sa Punta de n’Amer im Gemeindegebiet von Sant Llorenç des Cardassar, Mallorca, oder des entlegenen Leuchtturms am Cap de Cavalleria auf der Insel Menorca.

### Steinbrüche Mallorca

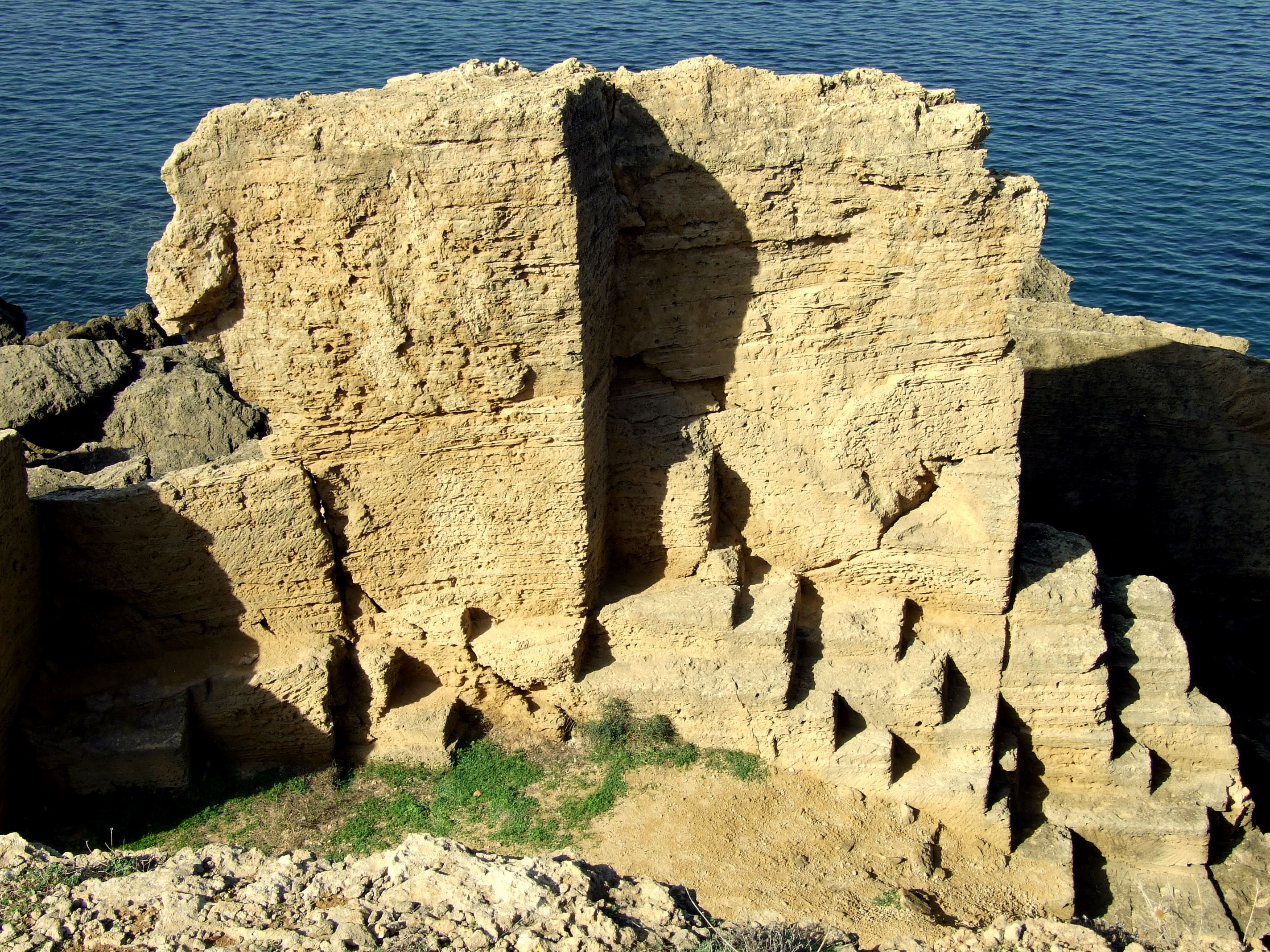
Alter Steinbruch bei Alcúdia Manresa

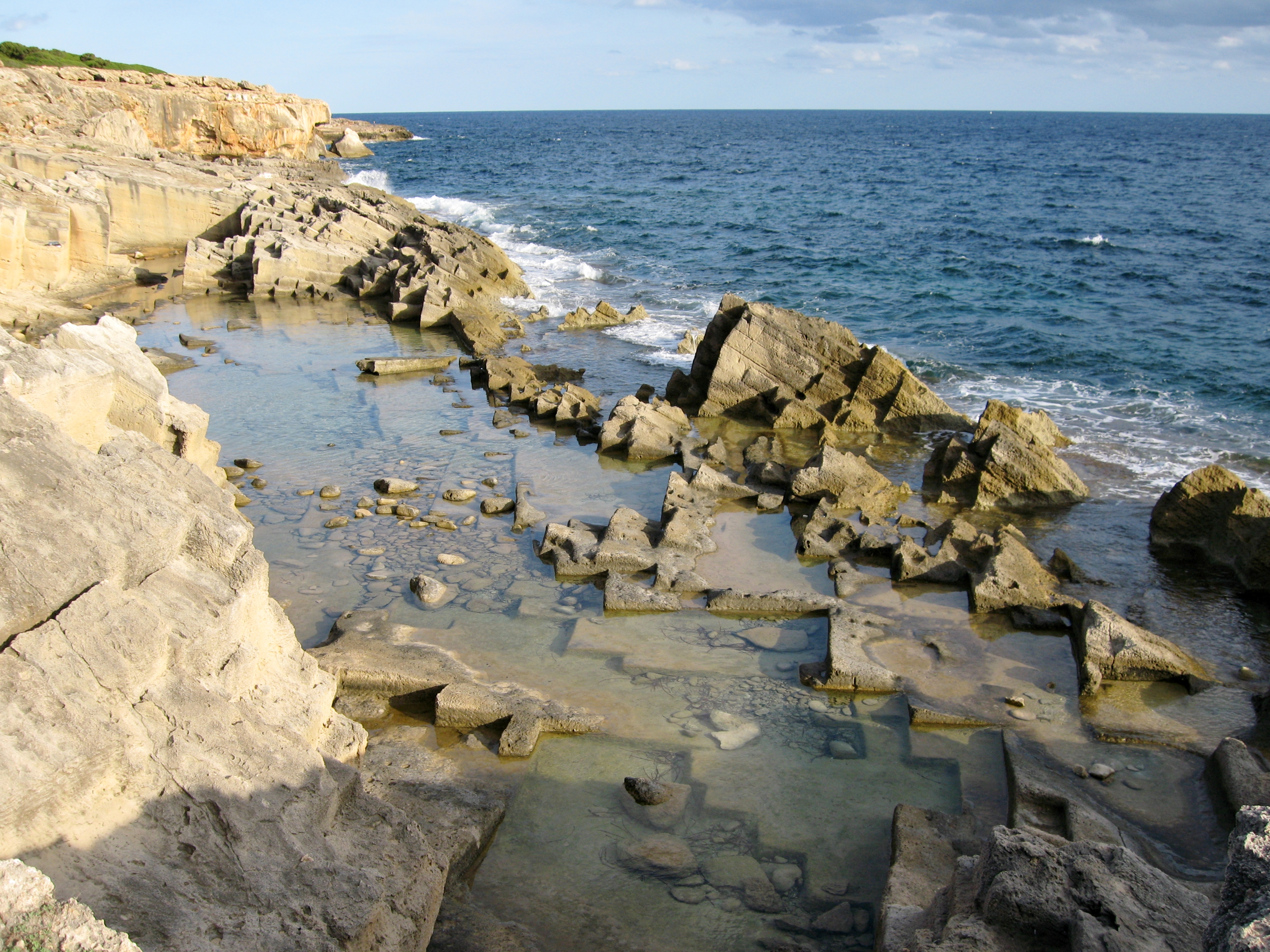
Aufgegebener Abbau auf Punta de n’Amer

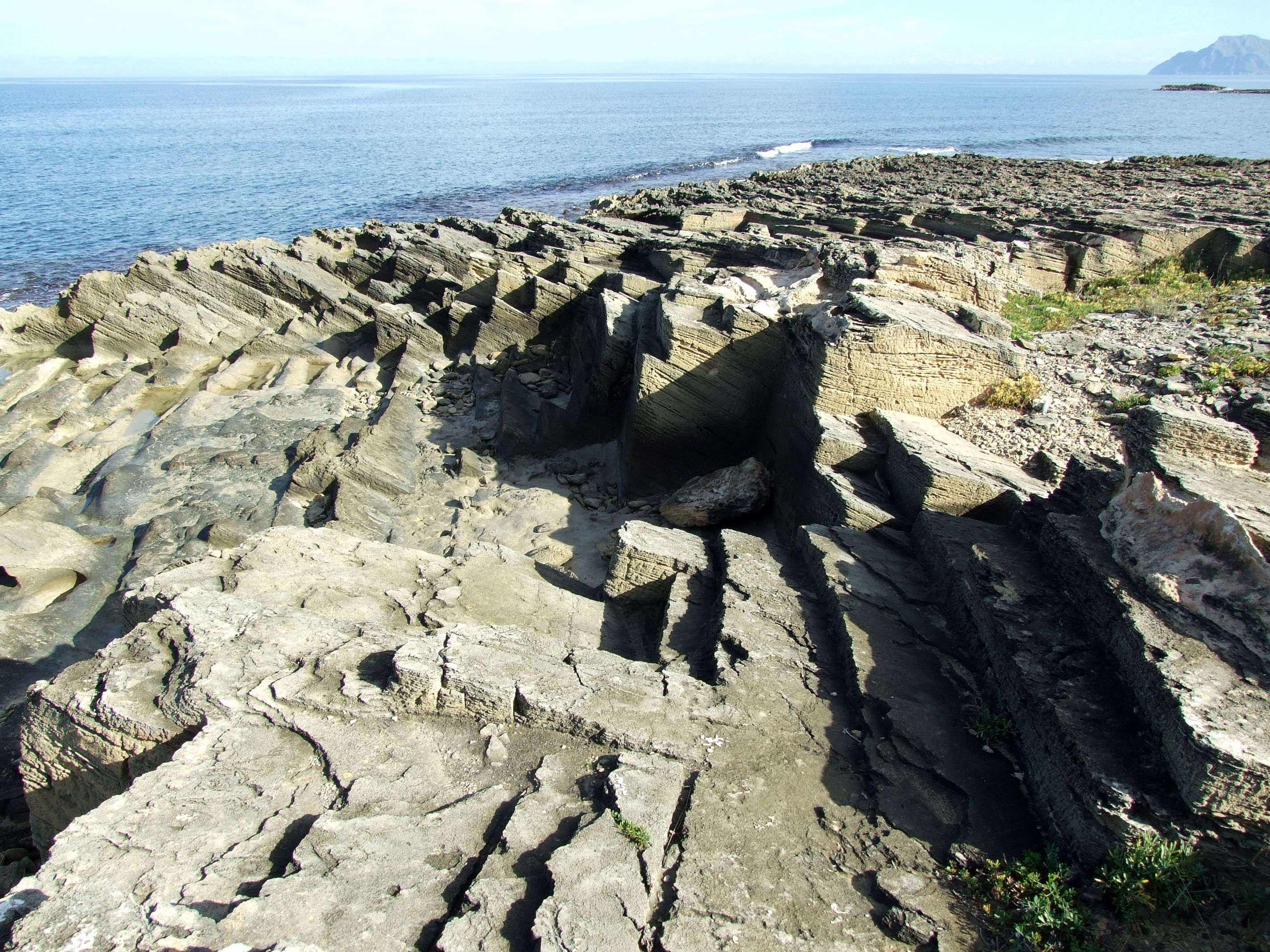
Aufgebener Abbau Punta des Fenicis

- Arenal
- Alcúdia Ortsteil Manresa
- Muro
- Porreres
- Santanyí
- Felanitx
- Petra
- Punta de n’Amer
- Llucmajor
- Santa Margalida Punta des Fenicis

### Steinbrüche Menorca
Das Gestein aus dem Abbau auf Menorca wurde bereits in den Naveta- und Taula-Bauten der Talaiot-Kultur verwendet. In weiterer Folge bedienten sich die Römer und alle nachfolgenden Völker des weichen Kalksteins zur Errichtung ihrer Gebäude. Aus den ausschließlich küstennahen Steinbrüchen wurden sie verschifft und kamen so zum Beispiel im vergangenen Jahrhundert mit den menorquinischen Auswanderern an die Nordküste Afrikas nach Algerien, auch ist die Kathedrale von Cádiz in Andalusien aus Kalksteinen der Insel Menorca gebaut.
Im 18. und 19. Jahrhundert war der menorquinische Marès ein wesentlicher Exportartikel. Die Export-Quader hatten auf Grund der Schichtenlinien und vertikalen Schnittlinien in den aufgelassenen Gruben ein Steinmaß von 33 × 40 × 60 cm und wurden vor Ort an den Baustellen weiter behauen. Auf Menorca wurde der Stein auch unter Tage abgebaut. Heute können diese Untertagehallen im Steinbruch Pedreres Robadones in Maó besichtigt werden. Erst in den letzten Jahren nimmt die Bedeutung des Marès als Baustein ab, und er wird zunehmend durch Beton und Ziegel verdrängt. So wurden in den letzten Jahren immer mehr aktive Steinbrüche geschlossen.
- Alcaufar, Gemeindegebiet Sant Lluís
- Binicatsitx
- Robandones Maó
- Sant Agustí Vell
- Santa Ponça, Gemeindegebiet Alaior, (Canteras de s’Hostal)

## Abbau und Bearbeitung
Der Abbau und die Bearbeitung von Marès ist aufgrund seiner geringen Härte im Vergleich zu den Hartgesteinen relativ einfach. Da er vor allem als Mauerstein verwendet wurde, waren die Anforderungen hinsichtlich einer Maßhaltigkeit nachrangig. Werden filigrane, ornamentale oder bildnerische Werkstücke herstellt, können Techniken der Weichgesteinbearbeitung wie Raspeln verwendet werden. Zum Einebnen der steinernen Oberflächen werden sogenannte Flächen, sowohl die Glatt- oder die Zahnfläche verwendet.

### Traditioneller Abbau
Da es sich beim Marès um ein Weichgestein handelt, konnte es unschwer traditionell mit speziellen Werkzeugen gewonnen werden. Der Quader wurde mit einer Hacke, die an ihren Enden – quer zur Bearbeitungsrichtung – zwei Schneiden hat, an vier Seiten freigeschlagen. Dabei entsteht eine etwa 3 Zentimeter breite umlaufende Nut, die die Größe des Quaders begrenzt. Ist die erforderliche Tiefe im Gestein erreicht, wurden in die Unterseite Keillöcher mit unterschiedlichem Abstand mit der Hacke eingeschlagen. In diese Keillöcher wurden Keile eingesetzt, die die Spaltrichtung durch Einlegen von zwei sogenannten Federn optimierten. Im deutschsprachigen Raum wird diese Technik als Schroten bzw. Spalten bezeichnet. Auf das Ende der Keile wurde mit einem Vorschlaghammer geschlagen, bis sich der Quader von der Gesteinsschicht löste. Die abgespaltene Unterseite, die uneben, rau oder ungenau war, wurde mit einer Zahnfläche geglättet oder aufs Maß gebracht.
Die gewonnenen Quader konnten, sofern andere Abmessungen gefertigt werden sollten, mit einer Handsäge, die von zwei Steinmetzen bedient wurden, aufgeteilt werden. Dabei musste zur Kühlung des Sägeblatts kein Wasser verwendet werden.

### Maschineller Abbau

Steinsäge aus Menorca zum Formatieren

Zum maschinellen Abbau von Marès bedient man sich einer Steinsäge, die ein horizontales und ein vertikales Sägeblatt antreibt. Der Maschinenkörper wird auf Schienen bewegt und formatiert die Quader auf das Standardmaß hinsichtlich der Breite und Höhe der Mauersteine. Maschinell wird wie mit der Handsäge „trocken“, ohne kühlendes Wasser, gesägt, wobei sich eine Staubentwicklung einstellt. Werden andere Formate als das Standardformat gefordert, werden diese auf einer anderen Steinsäge, die sich zumeist im Steinbruch befindet, hergestellt.

## Künstliche Herstellung

Kunststein Produktbeispiele

Künstlicher Marès (pedra artificial) wird in Zementbindung oder Harzbindung hergestellt.
Typische Anwendungen sind zum Beispiel: Fenster- und Türgewände, Gesimse, Bauornamente, Balustraden. Im Kunsthandwerk bei der Herstellung von Skulpturen, Statuen. Zierbrunnen und Säulen. Die Herstellung der Kunststeine erfolgt meist in handwerklichen Kleinserien. Bekannte Kunststein-Hersteller befinden sich im Gebiet von Artà, Porreres und Petra. Das Versetzen wird von Steinmetzbetrieben in Mörteltechnik ausgeführt.

## Sehenswertes
- Marès-Steinbruch Santa Ponça (Menorca), eine der bedeutenden Abbaustellen der Balearen erreicht man nach der Ausfahrt von Alaior in Richtung Ciutadella über eine kleine ausgeschilderte Abzweigung auf der linken Straßenseite.

Bauwerke aus Marès
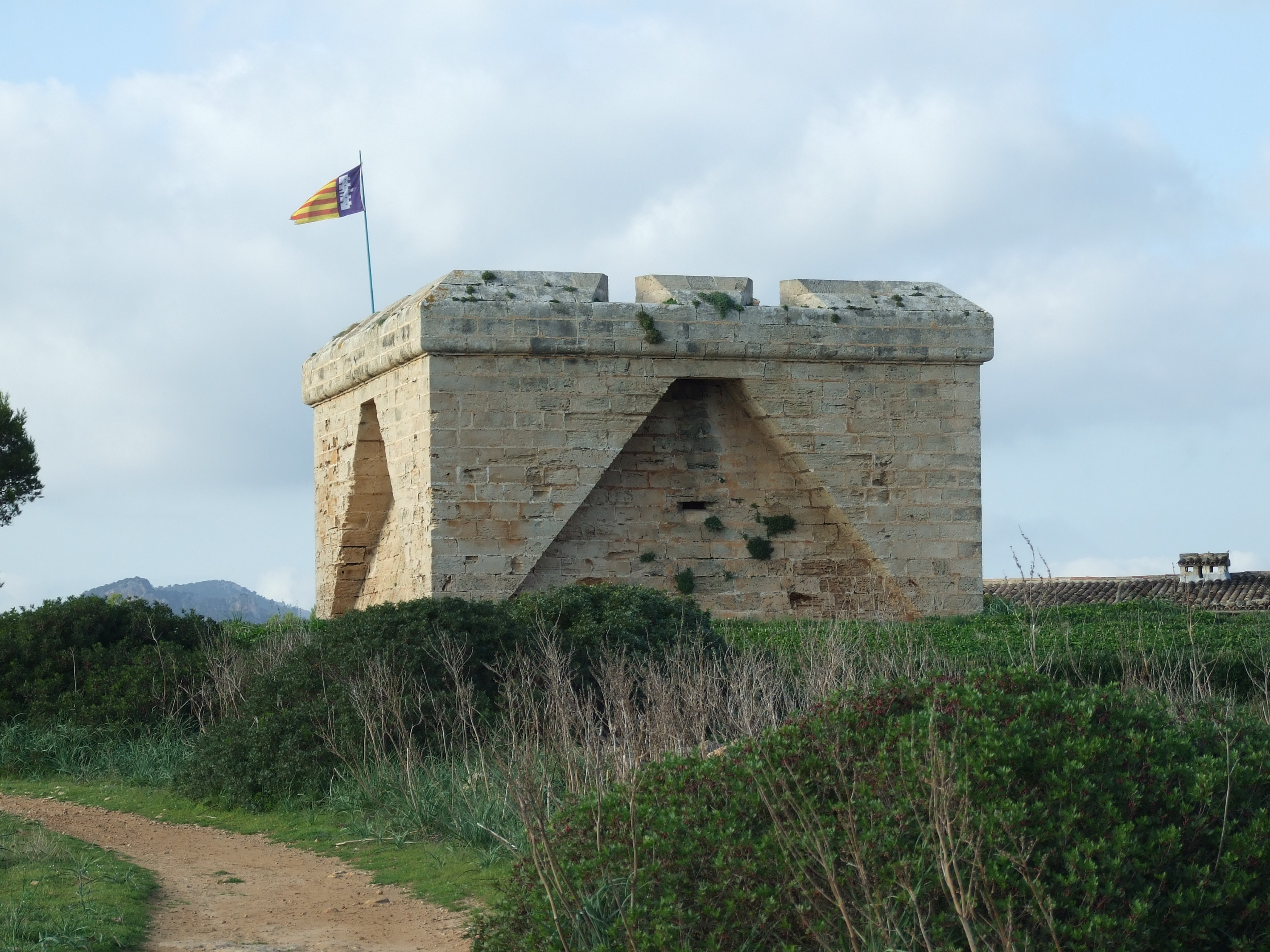
Castell de sa Punta de n’Amer
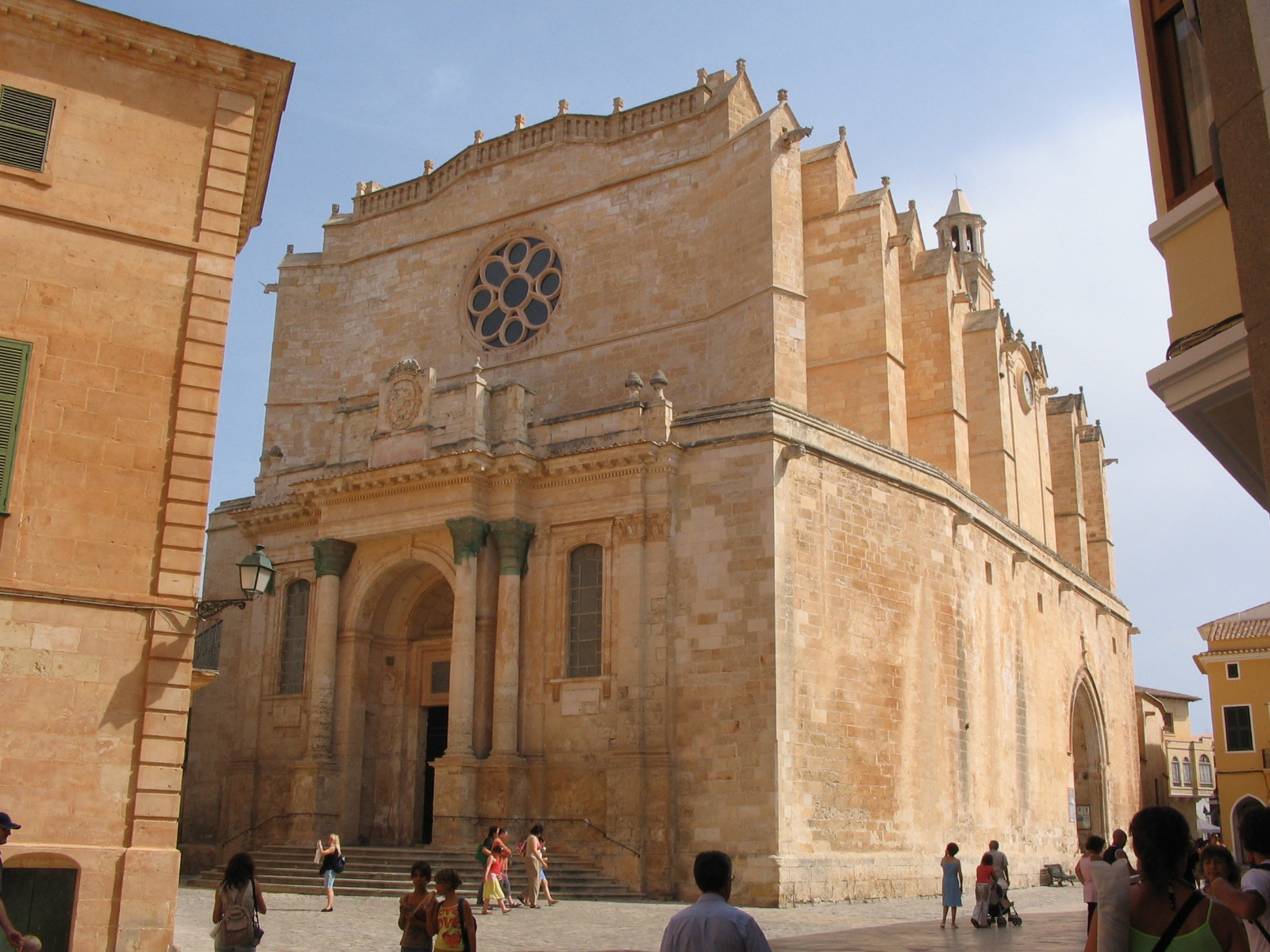
Kathedrale Santa Maria de Ciutadella
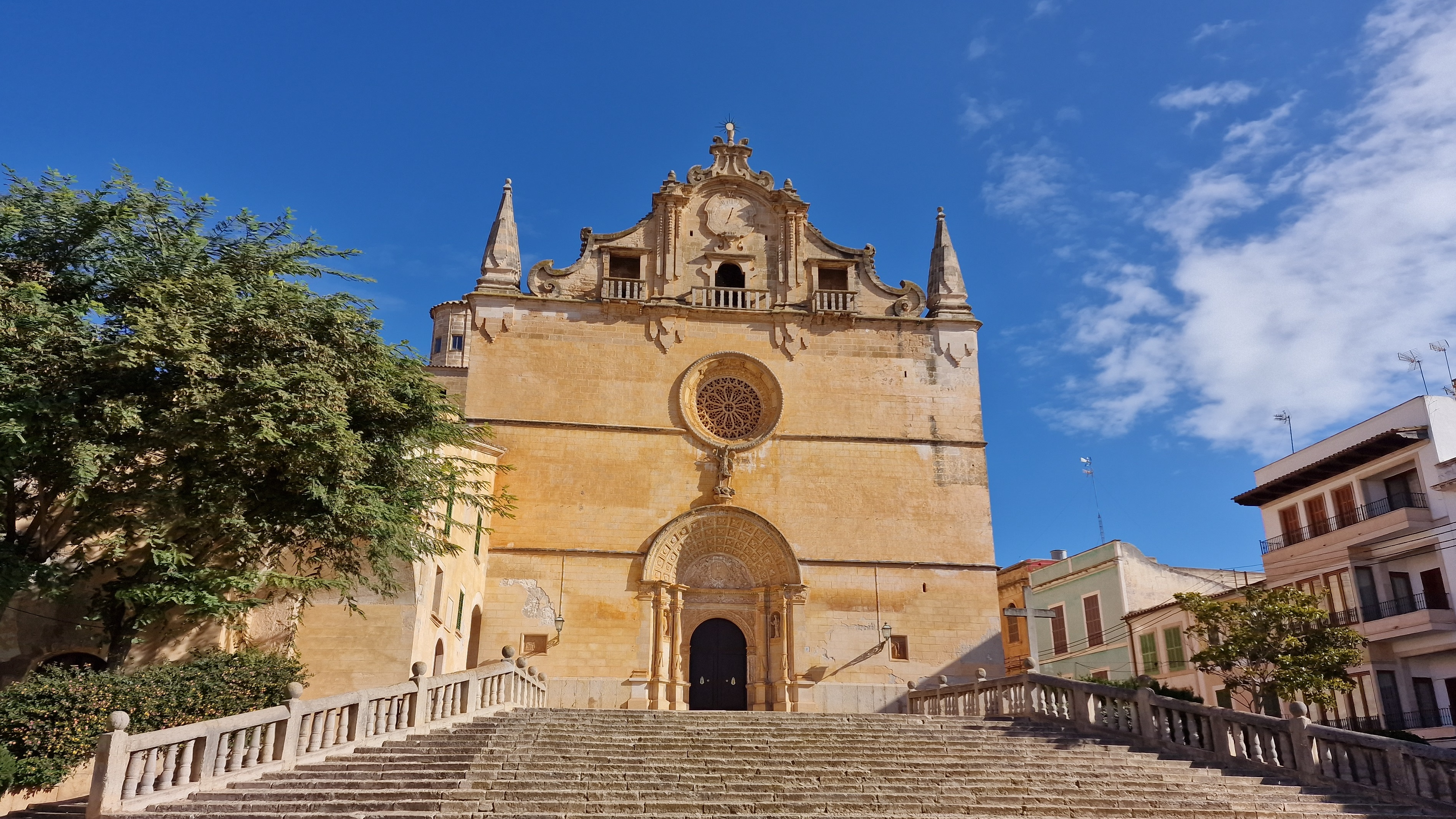
Stadtkirche Felanitx
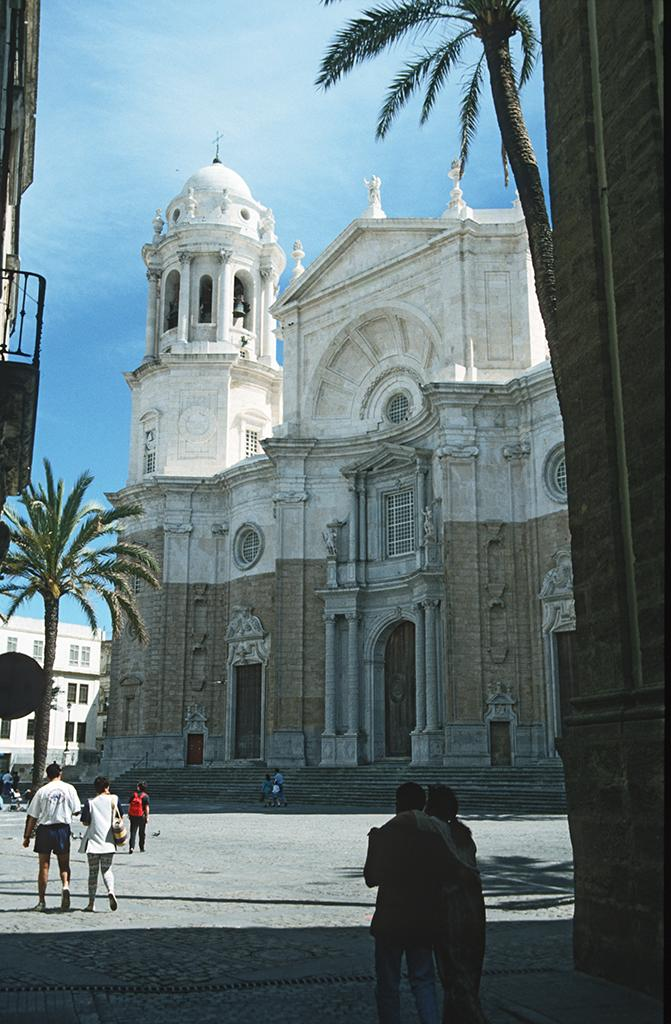
Kathedrale Cádiz
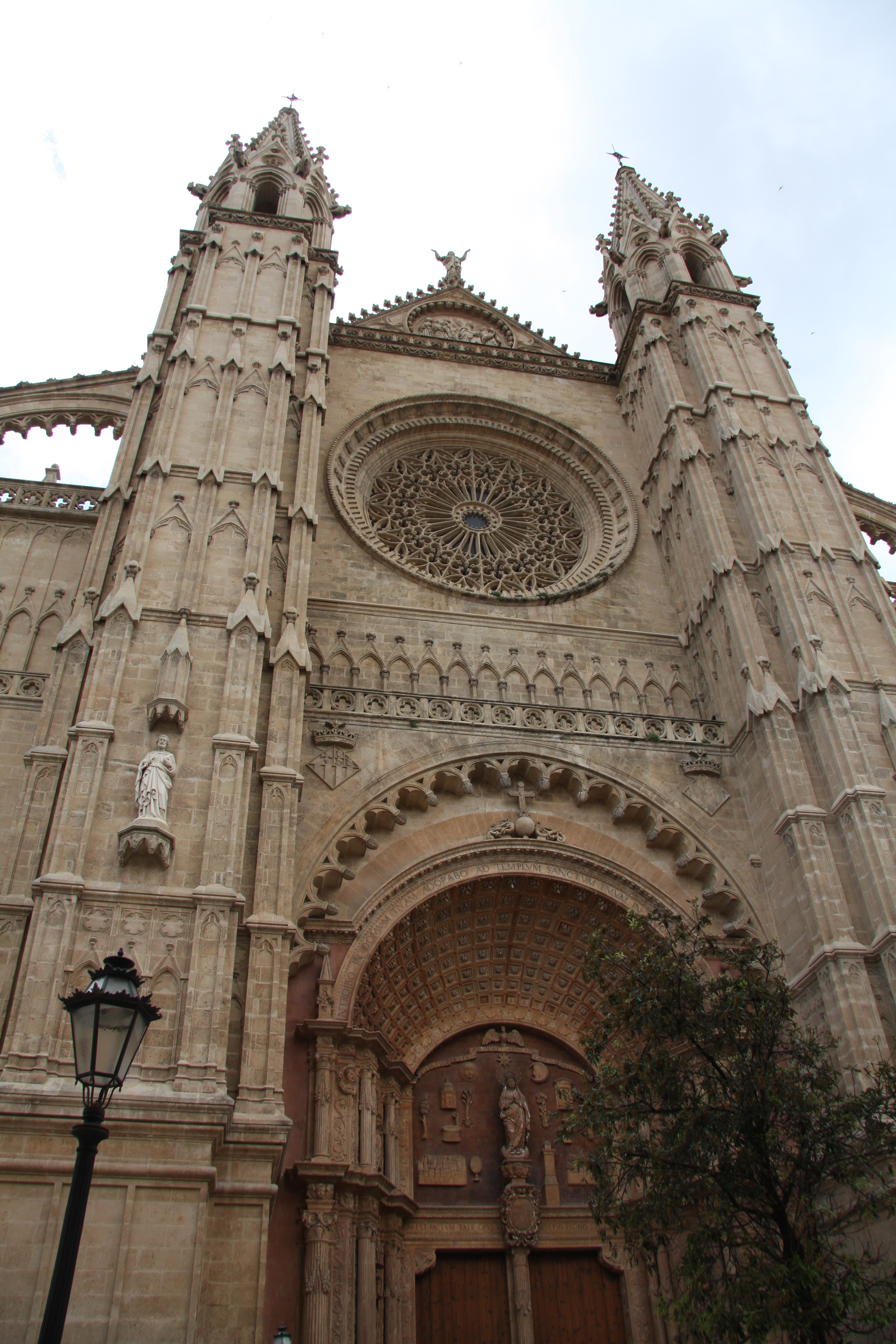
Kathedrale Palma die vorwiegend aus Kalkstein gebaut wurde
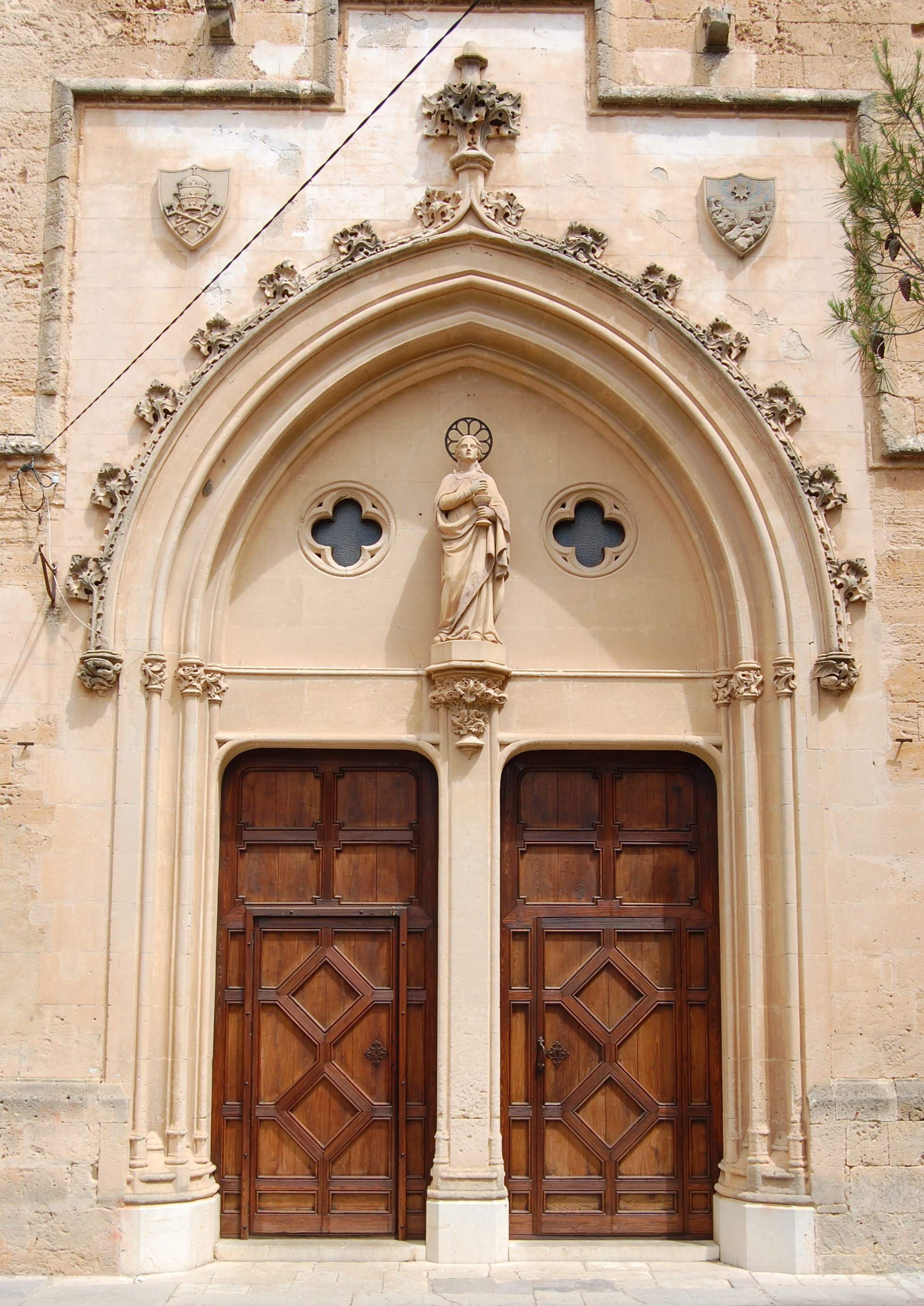
Gotisches Eingangsportal der Kirche San-Pere Petra (Mallorca) mit filigranen Details und einer Skulptur aus Marès. Das Portal wurde teilweise mit Kunststein ergänzt.
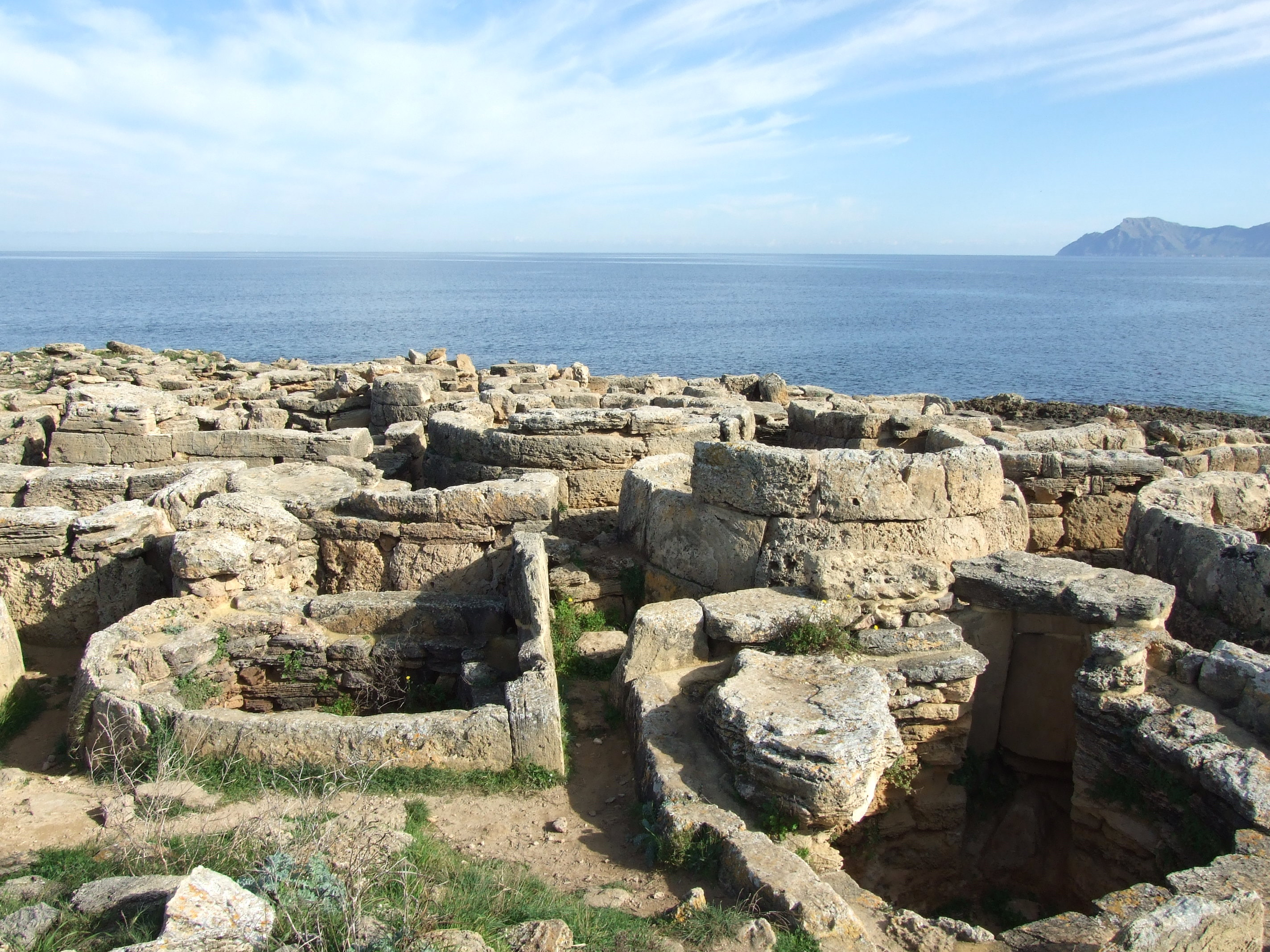
Necròpoli de la punta des Fenicis
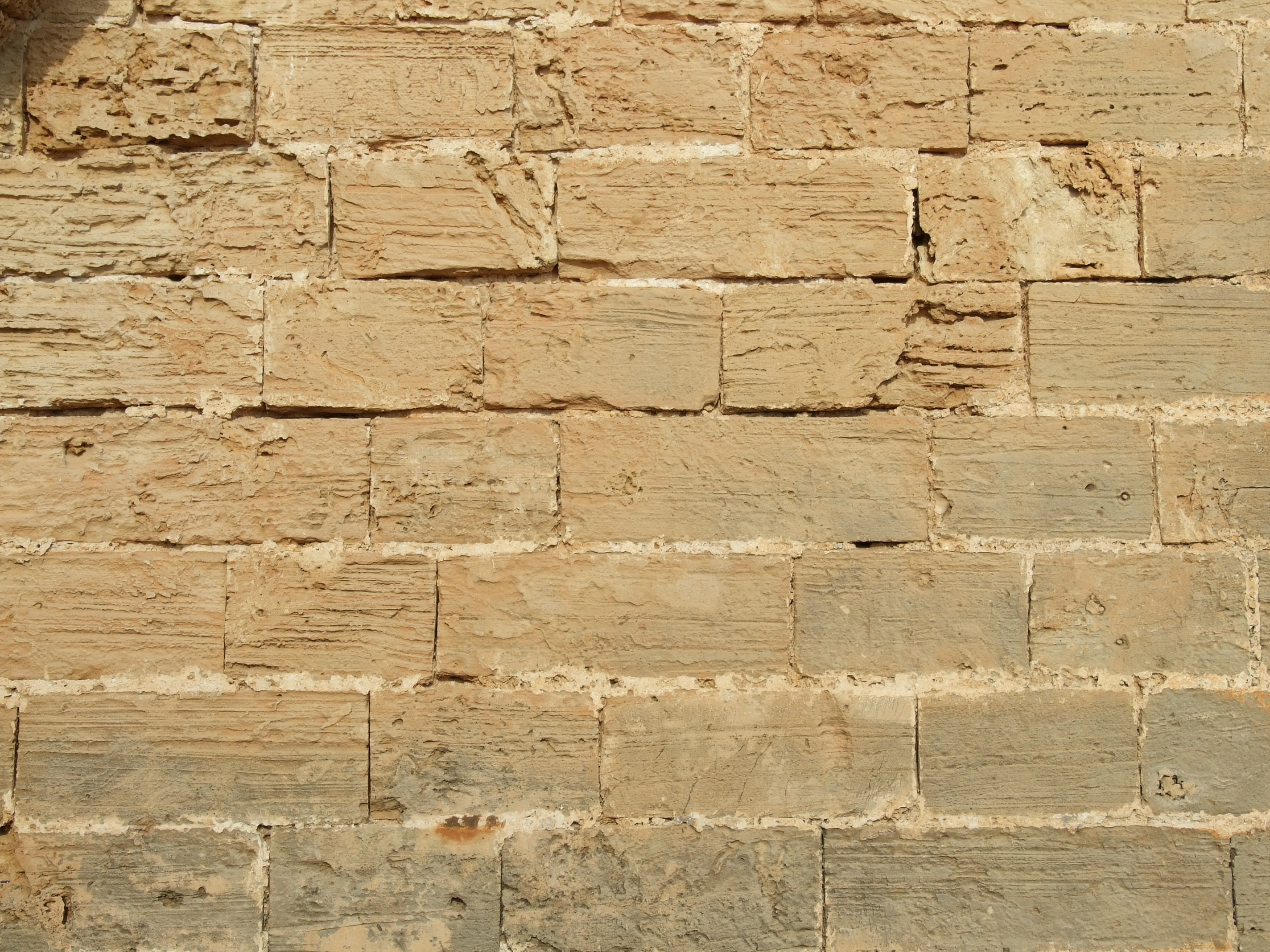
Quadermauerwerk aus Marès-Kalkstein am Castell de sa Punta de n’Amer mit deutlichen Spuren der Verwitterung im oberen Bereich